# 奥托博克
奥托博克（德語：Otto Bock）是一家德国医疗器械公司，主要生产假体、轮椅等移动辅助工具。

## 历史
1919年由德国假肢矫形技师奥托·博克在德国柏林建立，最初是为第一次世界大战结束后大量伤残兵帮助其恢复肢体行动。之后公司搬迁至图林根。第二次世界大战结束后属于苏联占领东德管辖，1948年被土地征收。所幸创始人女儿和女婿在西德占领的下萨克森州杜德施塔特将原先办事处改建为公司总部。1953年创始人奥托·博克去世。1958年成立美国分公司，1993年成立中国分公司。

## 画廊

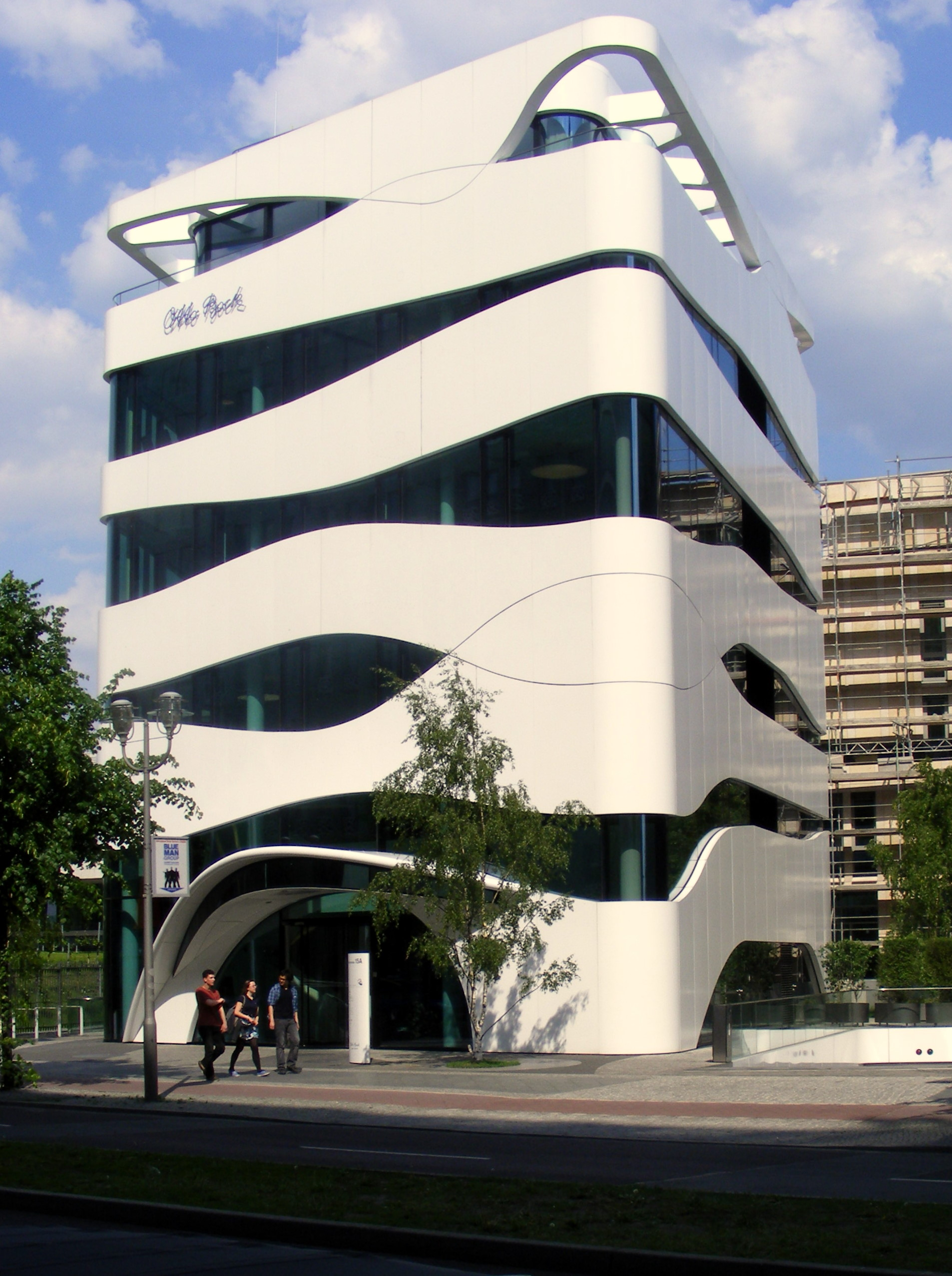
柏林科学中心
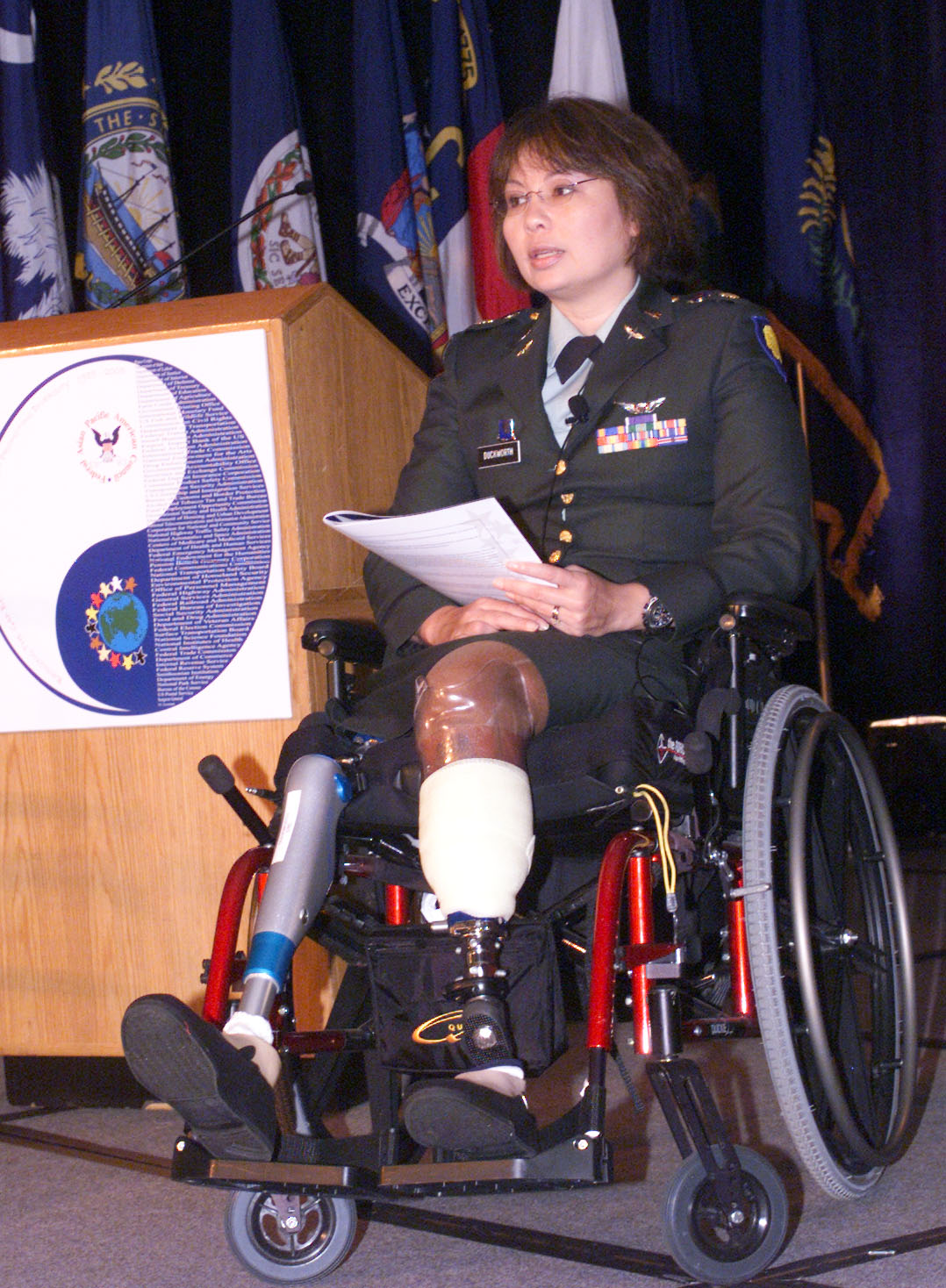
假体产品
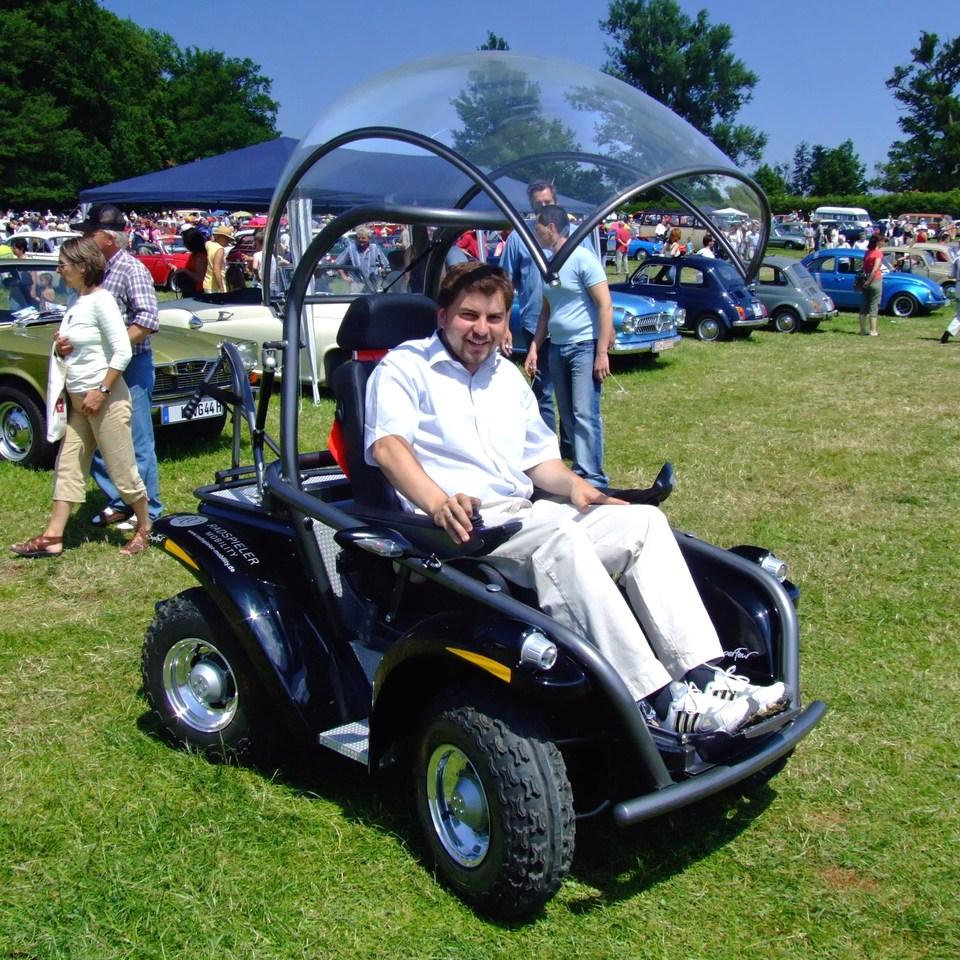
行动辅具